# Новоселенгинск
Новоселенги́нск (бур. Шэнэ Сэлэнгэ) — посёлок в Селенгинском районе Бурятии. Административный центр сельского поселения «Новоселенгинское».
Новоселенгинск, с городищем Старый Селенгинск на правом берегу реки Селенги, является одним из пяти исторических городов Бурятии. Имел статус города с 1684 по 1906 год.

## География
Расположен на левом берегу реки Селенги, по восточной стороне федеральной автомагистрали А340 (Кяхтинский тракт), в 24 км к югу от районного центра — города Гусиноозёрска.

## История Селенгинска

### XVII век
В 1665 году казаки под руководством Гаврилы Ловцова построили Селенгинский острог вблизи впадения реки Чикой в Селенгу. В 1670 году острог стал административным, военным и торговым центром Забайкалья, где располагались резиденция воеводы и канцелярия пограничных дел. К острогу были приписаны все основанные к тому времени русские поселения Забайкалья: Кабанский, Баргузинский, Ильинский, Верхнеангарский и др. остроги. В 1670-е годы селенгинский приказчик Иван Поршенников построил Удинский острог.
В 1684 году Селенгинский острог получил статус города.
В начале 1688 года отряды монгольского Тушэту-хана, союзника цинского Китая, осадили острог. Командовал обороной ссыльный гетман Демьян Многогрешный. Более чем двухмесячная осада закончилась поражением монгольских отрядов, что способствовало переходу в российское подданство некоторых бурятских племён и заключению Нерчинского договора 1689 года.
В 1680-е годы, примерно в 35 верстах к северу от города, был основан солеваренный завод. В Селенгинске активно развивались различные ремёсла. К началу 1720-х годов насчитывалось около 60 мастеров разных профессий. В налоговых документах упоминаются фамилии казаков и горожан, отражающие их занятия: А. Бронников, И. Иконник, О. Иконник, П. Кожевник, И. Сапожник, Е. Плотник, Ф. Серебреник и другие. Наиболее широкое распространение получило кожевенное производство и связанная с ним мыловарня. К 1730-м годам Селенгинский район стал одним из лидеров по количеству ремесленников и городского населения в южной части Восточной Сибири.

### XVIII век
Указом главного магистрата Тобольской провинции от 21 сентября 1722 года было утверждено расписание магистратских чинов. Селенгинску полагался 1 бургомистр и 2 ратмана.
С весны 1722 года по февраль 1725 года в Селенгинске со свитой находился епископ Иннокентий будущий первый епископ Иркутской епархии, в ожидании разрешения проезда в Пекин от китайских властей  для работы в духовной миссии.
В 1724 году Селенгинск вошёл в состав новообразованной Иркутской провинции.
По указу Ея Императорского Величества от 14 мая 1726 года в Селенгинск из Тобольска был переведён Якутский полк под командованием И. Д. Бухольца. Была построена полковая походная церковь. До 28 марта 1731 года в церкви служил иеромонах Феофан Конарский. С 17 апреля 1731 года — Иоанн Осколков.
В 1731 году комендантом Селенгинска назначен бригадир И. Д. Бухольц. В 1740 году его сменил В. В. Якоби.

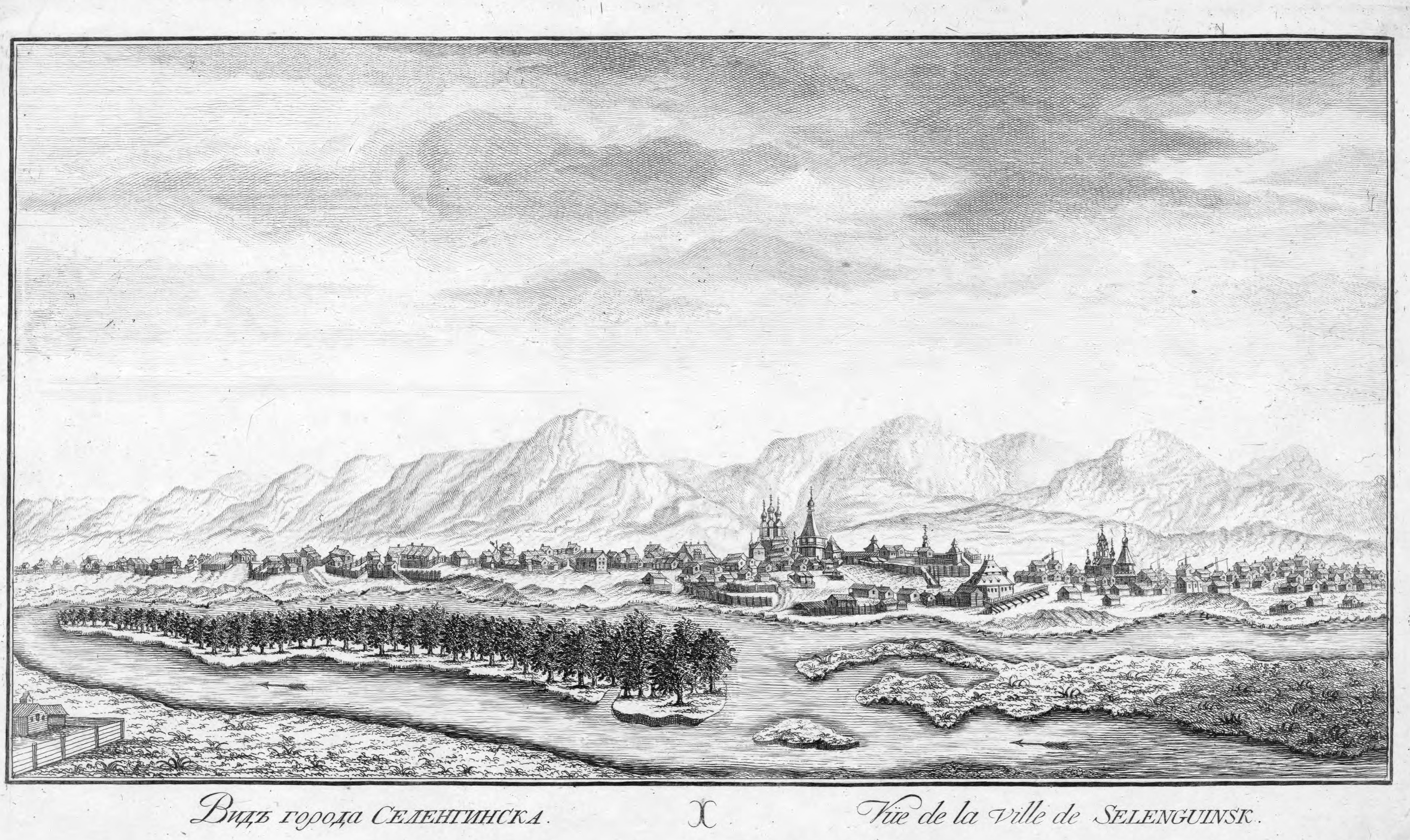
Селенгинск в середине XVIII века

К 1745 году Селенгинск стал крупнейшим городом Забайкалья с населением более 4 тысяч человек. До 1755 года через Селенгинск проходят в Китай казённые торговые караваны. В 1727 году Россия подписала с Китаем новый торговый договор. Строится город Троицкосавск, в трёх верстах от него торговая слобода Кяхта и китайский торговый город Кяхтинский Маймачен. Начинается частный торг с китайскими купцами в Кяхте. Селенгинск начинает постепенно приходить в упадок. В 1780 году в Верхнеудинске начинает проводиться Верхнеудинская ярмарка, и селенгинские купцы постепенно переносят туда свою деятельность.
В 1760—1764 годах селенгинский купец Андреан Толстых совершил четыре экспедиции к Алеутским островам на судне «Андриан и Наталия» (в других источниках «Андриан»). Открытые и описанные острова получили название Андреяновские острова. 2 октября 1766 года Толстых погиб в кораблекрушении бота «Пётр».
26 мая (6 июня) 1761 года в Селенгинске С. Я. Румовский наблюдал Прохождение Венеры по диску Солнца.
В 1765 году издан указ о заведении аптеки в Селенгинске.
21 июня 1779 года произошло сильное землетрясение, от которого падали люди.
До 1783 года Селенгинск остаётся уездным центром. После пожара 1783 года, во время которого сгорели гостиные ряды, многие из купцов переехали в Верхнеудинск.
14 мая 1784 года началось строительство каменного Спасского собора.
В 1785 году в Духов день Селенга изменила русло и отмыла от города квартал с жилыми домами.
По указу императора Павла I 29 ноября 1796 года из 3-го и 4-го Сибирских полевых батальонов в городе Селенгинск был сформирован Селенгинский мушкетёрский полк (состоял из двух батальонов и двух гренадерских рот). В начале XX века в Севастополе появилась улица Селенгинская. Находится она в Нахимовском районе, близ Малахова кургана, между улицей Бутырской и площадью Геннериха и названа в честь Селенгинского пехотного полка, участвовавшего в обороне города в 1854—1855 годах.
В 1799 году Селенгинск переведён в безуездный статус.

### XIX век

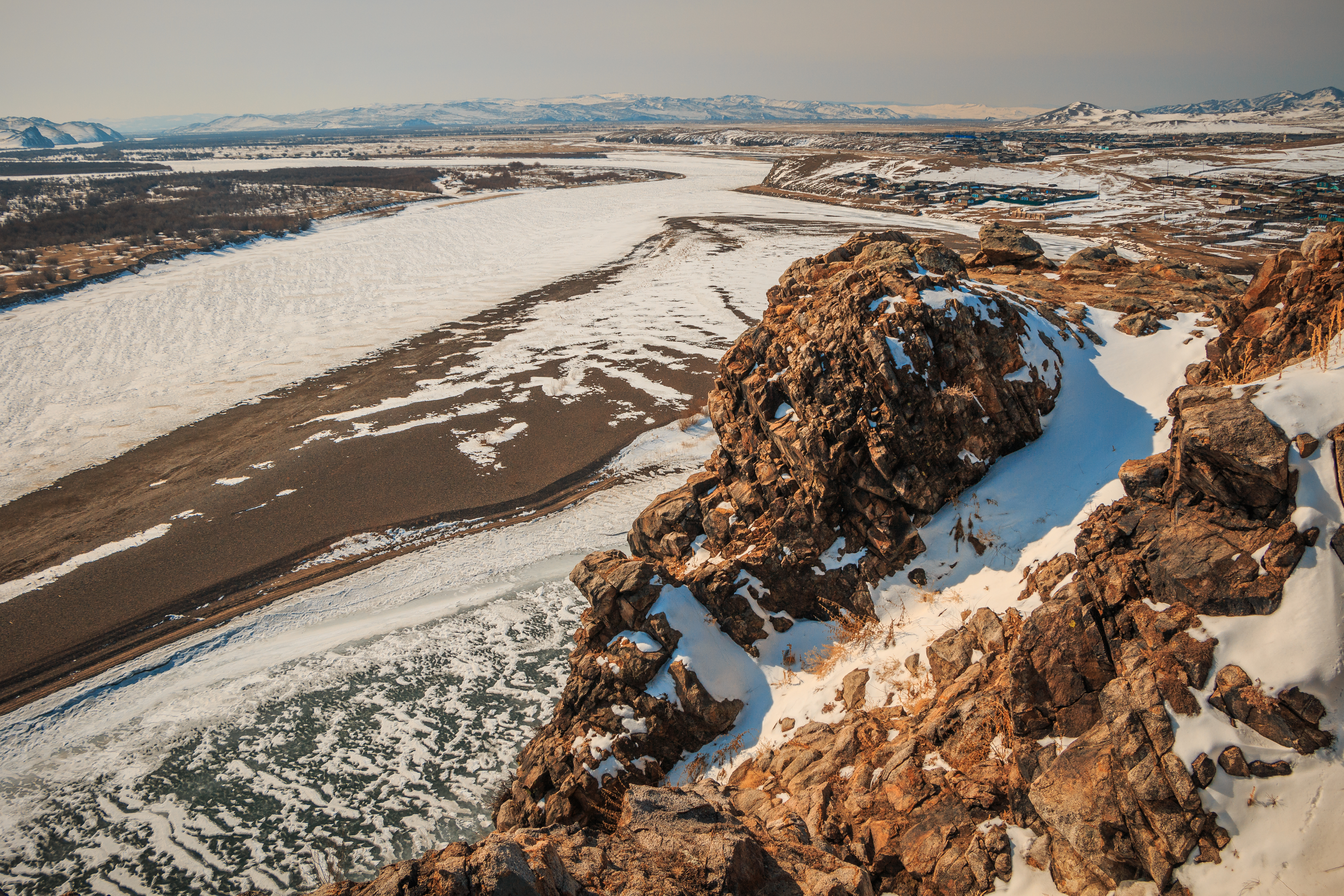
Скала Англичанка

В 1805 году город переводится в частное земское комиссарство Верхнеудинского округа.
22 июля 1822 года Селенгинск получает статус «заштатного города».
С 1820 года по 1841 год в Селенгинске располагается Английская духовная миссия в Забайкалье.
В 1823 году в Селенгинске вводится должность городничего (должность городничего упразднена повсеместно в 1862 году).
В 1823 году расформирован и выведен из города Селенгинский гарнизонный полк. С 30 ноября 1803 года по 16 мая 1815 года шефом полка был генерал-майор И. К. фон Винклер.
В 1825 году в Селенгинске насчитывалось 1 учебное заведение, 1 кожевенный завод, 2 богоугодных заведения, 2 церкви, 2 питейных дома, 20 лавок, 261 деревянный дом, население составляло 752 женщины и 1080 мужчин.
В 1827 году переведён в Красноярск полубатальон военных кантонистов, ранее приписанный к Селенгинскому гарнизонному полку.
Город располагался на неудобном месте и его часто затапливало. Например, во время сильного наводнения 1830 года были разрушены 54 дома. В 1840 году принято решение о переносе города на левый берег Селенги. Город был перенесён на новое место в 1842 году. Проект переноса и план нового города был утверждён Николаем I 6 сентября 1840 года. Император повелел выделить 5 тысяч рублей ассигнациями на перевозку церкви и домов священнослужителей. Купцы получили 10-летнюю льготу по платежам гильдейских сборов, а мещане по платежам податей и повинностей. Старый город с тех пор называется Старый Селенгинск, а новый — Новоселенгинск.
6 августа 1839 года произошло сильное землетрясение вдоль всей Селенги.
11 июля 1841 года после молебна на месте будущей церкви Покрова Пресвятой Богородицы был заложен новый город. 6 сентября 1845 года началось строительство деревянной церкви Покрова Пресвятой Богородицы на каменном фундаменте. Церковь была освящена 29 ноября 1846 года, 5 апреля 1853 года сгорела от неизвестной причины.
С середины 1840-х годов в Селенгинске были размещены отряды Забайкальского городового казачьего полка. В городе располагался штаб 3 бригады Забайкальского казачьего войска. С 1854 года в городе квартирует пешая линейная батарея с горным взводом, а с 1858 года — 1-я конная казачья батарея.
В конце 1840-х годов упразднена бывшая в городе гарнизонная артиллерия.
11 июля 1851 года город причислен к Забайкальской области.
К 1851 году число жителей снизилось до 716 человек (или 230 «ревизских душ»), в городе осталось 137 частных домов и 20 лавок.
Сильные землетрясения ощущались в городе в 1856, 1857, 1858, 1861, 1862, 1863, 1865 годах.
3 июля 1854 года на кладбище заложена деревянная на каменном фундаменте Покровская церковь. Церковь перенесли из старого города и освятили 5 февраля 1855 года.
В 1863 году Новоселенгинск получил статус окружного города с полицейским управлением.
В 1869—1870 годах был разобран каменный гостиный двор в старом городе. Кирпич использовался для строительства нового собора на левом берегу Селенги. В середине 1870-х годов в старом Селенгинске оставались заселёнными около 50 домов. В них жили отставные солдаты и мещане, не пожелавшие переселяться на новое место.
10 июня 1873 года через Селенгинск проезжал Алексей Александрович. Он останавливался в доме Старцева.
В 1875 году в городе вводится городовое правление.
В 1888 году построен Вознесенский собор — первое каменное здание на левом берегу Селенги.
В 1891 году насчитывалось 224 здания (в их числе 3 казённых, 4 общественных, 194 частных), 26 лавок и магазинов, 2 церкви и 4 часовни. Число жителей до 4932 человек.

### XX век
В 1901 году Новоселенгинск становится уездным городом Забайкальской области.
3 января (по новому стилю) 1906 года состоялся Селенгинский съезд крестьянских начальников. Съезд постановил всецело присоединиться «к освободительному движению, охватившему все слои русского общества» и высказался за немедленный созыв народного представительного собрания на началах всеобщего, тайного, равного и прямого голосования и за полную внутреннюю автономию окраин. «Мы теперь-же отрицаем всякие ограничения, обособляющие крестьян от прочих сословий государства. Мы обязуемся не исполнять никаких распоряжений, откуда бы таковые ни исходили, если только они в чём-либо не согласны с незыблемыми основами, объявленными в манифесте 17 октября».
В 1915 году в Старый Селенгинск был переведён Чикойский монастырь (закрыт в 1925 году).
В августе 1921 Новоселенгинск на короткое время был занят отрядом барона Унгерна.

### Городские головы
- А. Лушников (1882 год)[21].
- Александр Михайлович Лушников (1890 год)[22].

### Советский период
15 марта 1924 года началось междугороднее телефонное сообщение между городами Верхнеудинск — Новоселенгинск — Троицкосавск.
В 1932 году в селе была создана Селенгинская МТС. Зимой 1934 года при МТС начала работать школа трактористов. В феврале 1936 года школа трактористов была реорганизована в Селенгинскую школу механизаторов, которая готовила комбайнёров, помощников комбайнёров и штурвальных. В 1939 году школа выпустила 180 механизаторов.
В октябре 1939 года в селе начала работать электростанция мощностью 15 кВт.
20 марта 1941 года началось строительство дороги Тамча — Новоселенгинск.
21 июня 1961 года центр Селенгинского района был перенесён из Новоселенгинска в Гусиноозёрск.

## Герб Селенгинска
Герб города Селенгинска Иркутской губернии утверждён 20 июля 1846 года Высочайшим указом императора Николая I.

Щит разделён на две части, в верхней, меньшей, в серебряном поле — Иркутский герб («бегущий бабр, а в роту у него соболь»), а в нижней, пространной, — в голубом поле на вершине зелёного холма возрождающийся феникс— описание герба

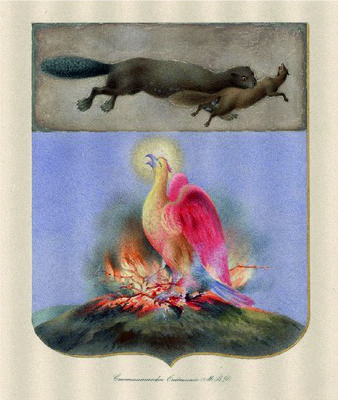
Исторический герб Селингинска 1846 г. Рисунок из «гербовника Рейтерна»

Бабр неверно истолкован художником как бобр, а не тигр — на гербе изображёно животное внешне похожее на бобра с хвостом и перепончатыми лапами. Феникс символизирует возрождение города после многочисленных пожаров и осад кочевников.

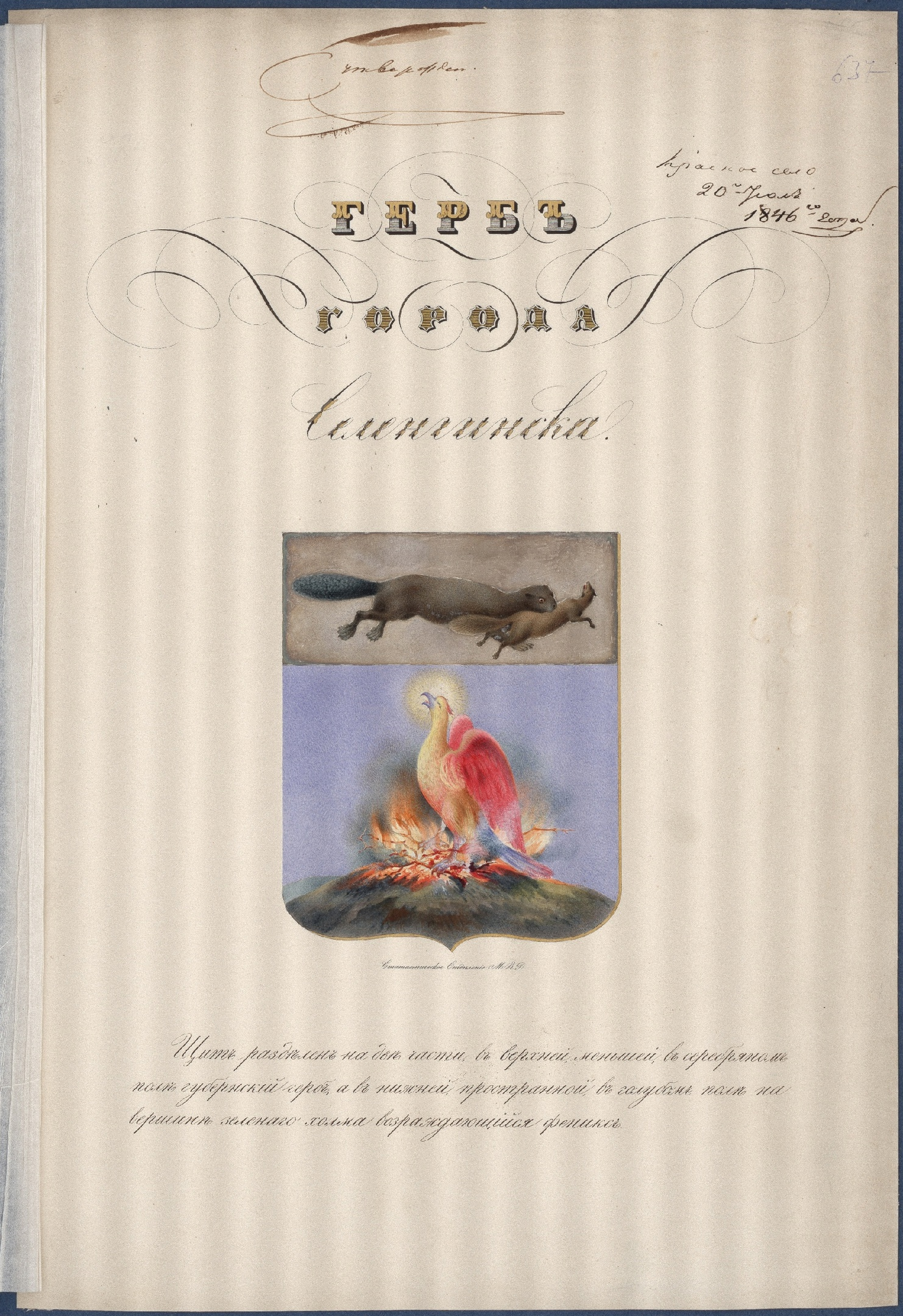
Страница с гербом Селенгинска из т. н. гербовника Рейтерна

В 2024 году герб города восстановлен в качестве герба Новоселенговского сельского поселения. Из герба удалена верхняя «иркутская часть».

«В лазоревом поле на зелёном холме — золотой феникс с пурпурными хохолком и воздетыми крыльями, лазоревыми клювом, хвостом и лапами, червленым языком и золотым лучистым нимбом, обращенный вправо и сидящий на золотых дровах в костре с червлёным пламенем, и показанным позади феникса серебряным облачным дымом».

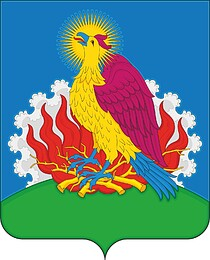
Новоселенгинск герб 2024 г.

Для обозначения административного статуса герб сельского поселения «Новоселенгинское» может воспроизводиться со статусной короной, соответствующей статусу муниципального образования.— описание герба
Обоснование символики:
Административным центром сельского поселения «Новоселенгинское» Селенгинского района Республики Бурятия является поселок Новоселенгинск. В поселение входит также поселок Поворот и улус Бургастай.
Новоселенгинск с городищем Старый Селенгинск — одно из исторических поселений на территории Восточной Сибири. Построенный казаками в 1666 году как Селенгинский острог и имевший с 1684 по 1906 год статус города с именем Селенгинск был важным административным, военным и торговым центром. В XVIII веке город был отнесен к Иркутской провинции, затем к губернии того же имени, а в 1851 году причислен к Забайкальской области. Главным символом герба сельского поселения «Новоселенгинское» является фантастическая птица феникс. В геральдике и эмблематике феникс — символ бессмертия, возвращения к жизни: согласно легенде, феникс сгорает в пламени и возрождается из собственного пепла. Так же и Селенгинский острог с самого начала своего существования претерпел множество разрушений, военных бедствий и разгула стихий, каждый раз упорно возвращаясь к жизни.
В 1840 году старинное поселение было решено перенести с правого на противоположный берег, чтобы уменьшить урон от паводков, и многострадальный город вновь ожил, теперь — на новом месте. Для увековечения этой трудной и благородной судьбы императором Николаем I был в 1846 году пожалован герб с описанием: «Щит разделен на две части, в верхней, меньшей, в серебряном поле — Иркутский герб, а в нижней, пространной, в голубом поле на вершине зелёного холма возрождающийся феникс». Помещение губернской символики в верхней части гербового щита соответствовало правилам, действовавшим с конца XVIII и утратившим актуальность с середины XIX в.
Как обычно при изображении феникса, он представлен на костре, в языках пламени. Пёстрая окраска птицы символизирует полноту и богатство жизни, а сияние (вариант нимба — атрибута святости), окружающее её голову, акцентирует нравственное значение символа: возрождение города стало возможно благодаря личным добродетелям горожан, их стойкости, самоотверженности, взаимопомощи. Символика феникса в христианской традиции неизменно соотносилась с крестной жертвой и воскресением Христа, а также с грядущим воскресением и вечной жизнью праведников; таким образом, в историческом гербе Селенгинска отражены высшие духовные, религиозные ценности. Однако тема вечности прямо связана с местными реалиями (условным холмом, обозначающим перенос города на более высокий берег реки) и реалистическими подробностями (ветвями в костре и клубами дыма). Это делает герб Новоселенгинска своеобразным, богатым на аллюзии памятником культуры.
Авторская группа реконструкции герба: руководитель Константин Моченов (Химки); консультации: Михаил Медведев (Санкт-Петербург), Андрей Аксенов (Комсомольск-на-Амуре); художник: Ольга Салова (Москва); обоснование символики: Ирина Куренная (Чита).
Герб зарегистрирован в Государственном геральдическом регистре РФ под № 14940.
Утвержден решением Совета депутатов муниципального образования сельское поселение «Новоселенгинское» от 27 марта 2024 года № 2.

## Климат
Климат резко континентальный.
| Показатель              | Янв.  | Фев.  | Март | Апр. | Май  | Июнь | Июль | Авг. | Сен. | Окт. | Нояб. | Дек.  | Год |
| ----------------------- | ----- | ----- | ---- | ---- | ---- | ---- | ---- | ---- | ---- | ---- | ----- | ----- | --- |
| Средняя температура, °C | −23,9 | −19,5 | −7,4 | 2,4  | 10,9 | 16,5 | 19,3 | 17,0 | 9,9  | 1,3  | −10,4 | −19,3 | 0,0 |
| Источник: World Climate |       |       |      |      |      |      |      |      |      |      |       |       |     |

## Население
| 1745  | 1770  | 1820  | 1851 | 1860 | 1890 | 1891  |
| ----- | ----- | ----- | ---- | ---- | ---- | ----- |
| 4000  | ↘2597 | ↘1832 | ↘716 | ↗999 | ↘910 | ↗4932 |
| 1959  | 2002  | 2010  |      |      |      |       |
| ↘2600 | ↘2058 | ↗2067 |      |      |      |       |

## Транспорт
Вдоль западной окраины Новоселенгинска проходит автомобильная трасса А340А340Улан-Удэ — Кяхта.
До строительства железной дороги Улан-Удэ — Наушки активно использовалась пристань Новоселенгинска на Селенге. Пристань находилась в протоке Англичанка, напротив зданий бывшей Английской духовной миссии в Забайкалье.

## Образование

### История
В 1765 году в Селенгинске начало действовать первое профессиональное заведение — школа лекарских учеников при первом же в крае армейском полковом госпитале. При Селенгинской пограничной канцелярии работала школа переводчиков. Она готовила не только толмачей с монгольского и китайского языков, но и учителей. В 1827 году гарнизонная школа была переведена вместе с воинской командой в Красноярск. Селенгинская гарнизонная школа кантонистов считается первым учебным заведением Забайкалья. В 1777 году гарнизонную школу окончил А. В. Игумнов.
В 1828 году английские миссионеры открыли частные классы, которые получили официальный статус учебного заведения. В 1832 году они построили для школы отдельное здание. Школу назвали «Селенгинской академией для обучения молодежи языческих племен Сибири».
В 1851 году в Селенгинск из Троицкосавска переведена Русско-монгольская школа. В 1888 году школа была преобразована в городское 2-классное училище.

### Современность
Сейчас в посёлке действуют средняя общеобразовательная школа и средняя школа-интернат.

## Место ссылки

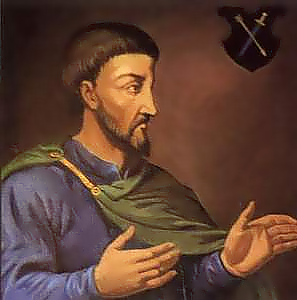
Гетман Демьян Многогрешный

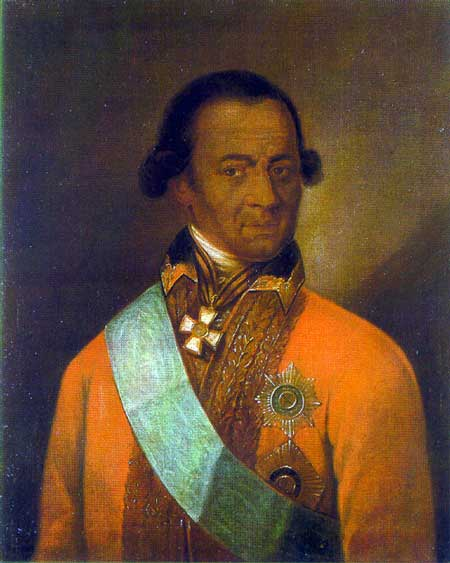
«Арап Петра Великого»

С 1673 года начинается ссылка в Забайкалье за проступки чиновных лиц в казачью службу и «в пашню». В 1673 году в Селенгинский острог в казачью службу были сосланы: гетман Демьян Многогрешный, толмач Романов из Астрахани, сотник Сенька Чуркин и Игнашка Пареный.
В 1688 году ссыльный украинский гетман Демьян Многогрешный командовал обороной Селенгинского острога во время осады войском монгольского Тушету-хана. Демьян Многогрешный умер в Селенгинске в 1703 году и был похоронен на кладбище Старого Селенгинска. Плита с его могилы использовалась при строительстве Спасского собора, возведение которого началось в 1784 году. Могильная плита была уложена в каменный пол. Сама могила Многогрешного утеряна.
27 марта 1727 года в селенгинскую ссылку был отправлен «арап Петра Великого» Абрам Ганнибал. В Селенгинске он занимался изучением местности, составил проект переноса города. При участии Ганнибала на новом месте была построена Селенгинская (Петро-Павловская) крепость. Ганнибал выехал из города в начале 1730 года.
В 1741 году в Селенгинск был сослан Пётр Волынский — сын кабинет-министра А. П. Волынского.
Н. Ф. Лопухина жила в ссылке в Селенгинске с января 1744 года до 1763 года. Её муж С. В. Лопухин умер в Селенгинске 6 июля 1748 года.
В Селенгинске в ссылке жили декабристы:
- К. П. Торсон с 1 сентября 1839 года по 4 декабря 1851 года;
- Н. А. Бестужев с 21 января 1837 года по 15 мая 1855 года;
- М. А. Бестужев с 1 сентября 1839 по июнь 1867 года. Михаил Александрович составил обширные описания Селенгинска середины XIX века. Они начали публиковаться ещё в 1861 году.

Позднее в Селенгинске жили разные политические ссыльные. Среди них: К. Я. Шамарин, Е. К. Брешко-Брешковская, Е. П. Сарандович, А. И. Архангельский, Ф. И. Кравченко, И. Ф. Волошенко, Н. М. Забелло, Л. С. Залкинд, А. А. Спандони, С. Б. Наддачин, С. М. Кардашев, С. А. Лешерн-фон-Герцфельдт и др. С февраля 1890 года по 1893 год в Новоселенгинске жил народоволец М. А. Кроль. С 1893 по 1894 год в ссылке жили М. В. Брамсон и его жена М. М. Залкинд. В 1894 году на поселение прибыл народоволец Л. Ф. Мирский.

## Объекты культурного наследия
В Новоселенгинске и окрестностях расположены памятники:
Памятники архитектуры
- Вознесенский собор.
- Селенгинский Спасский собор. Старый город.
- Часовня Святого Креста у Спасского собора. Старый город.
- Дом Д. Д. Старцева, построенный по проекту Н. А. Бестужева.

Памятники монументального искусства
Бюст Н. А. Бестужева. У дома-музея декабристов. Скульптор А. И. Тимин.

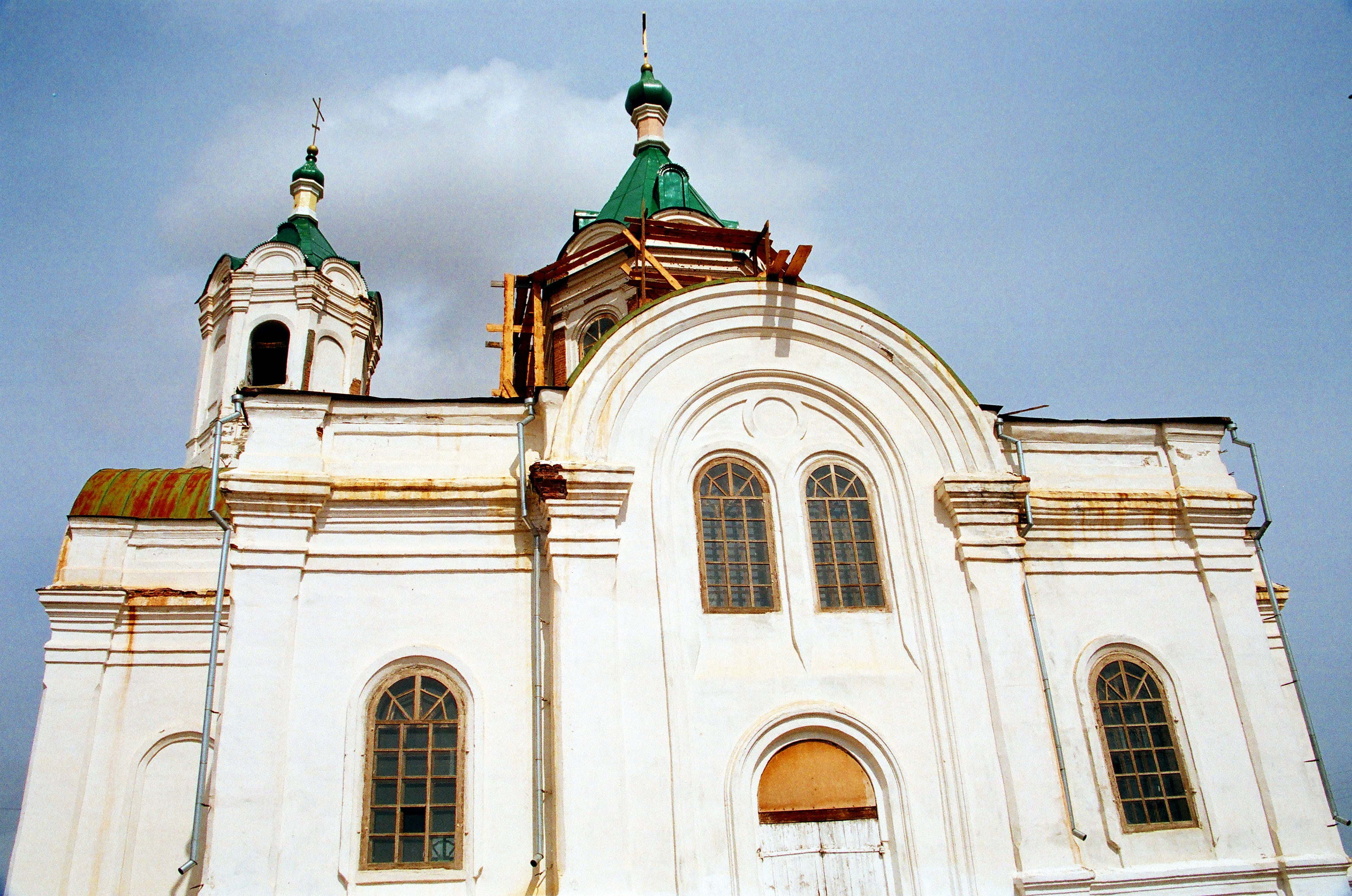
Вознесенский собор (Новоселенгинск)
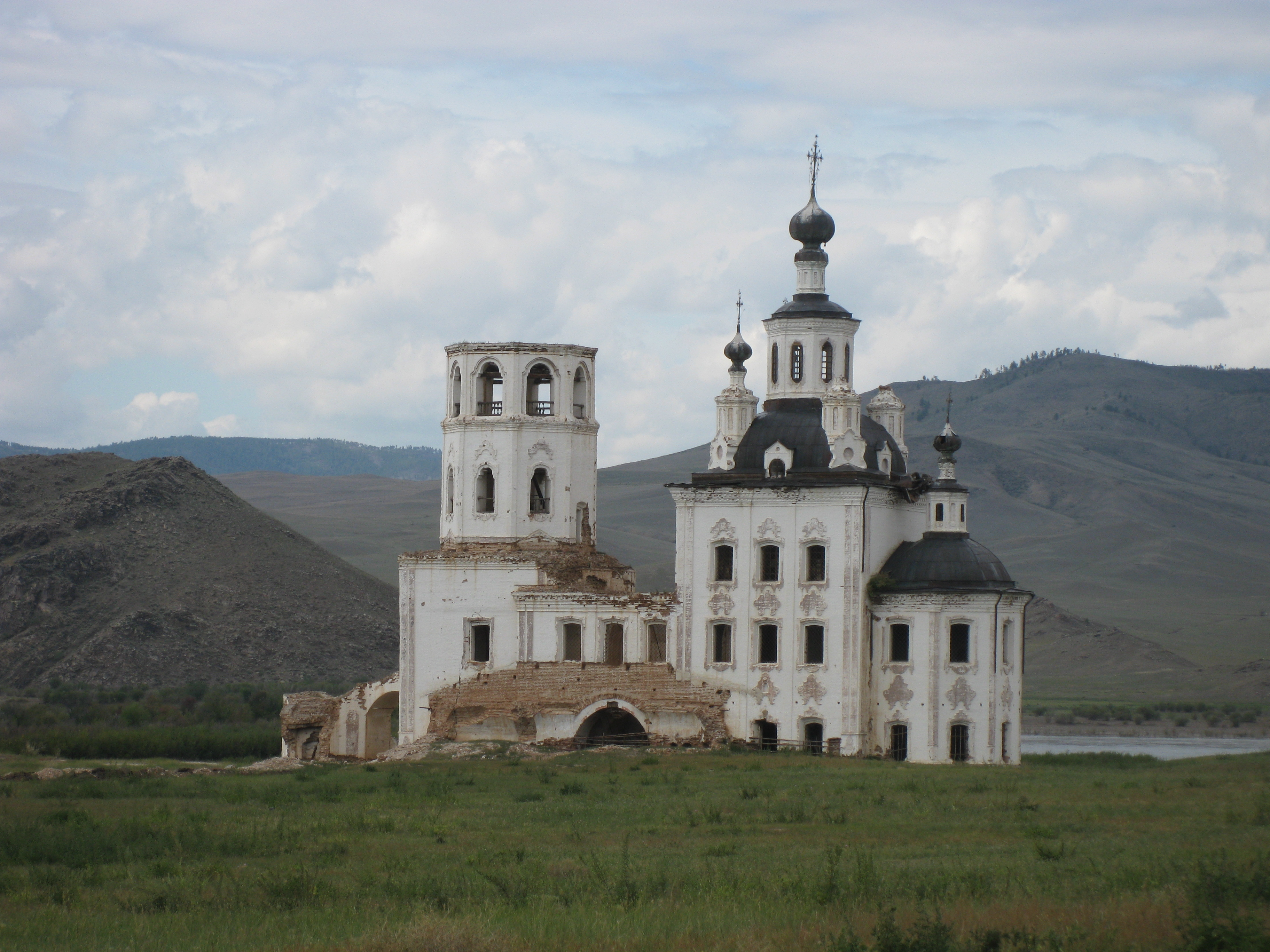
Селенгинский Спасский собор
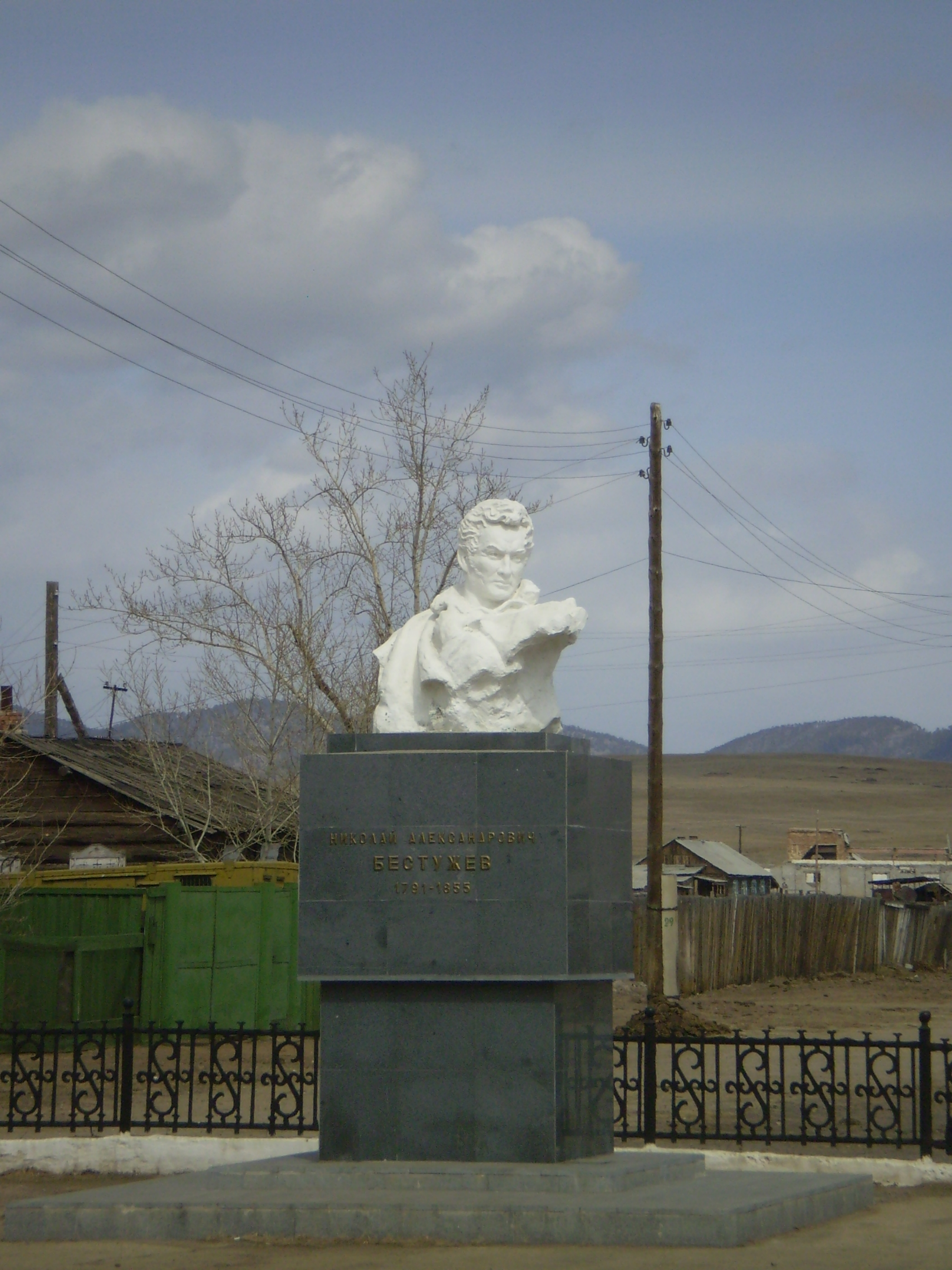
Памятник Н. А. Бестужеву
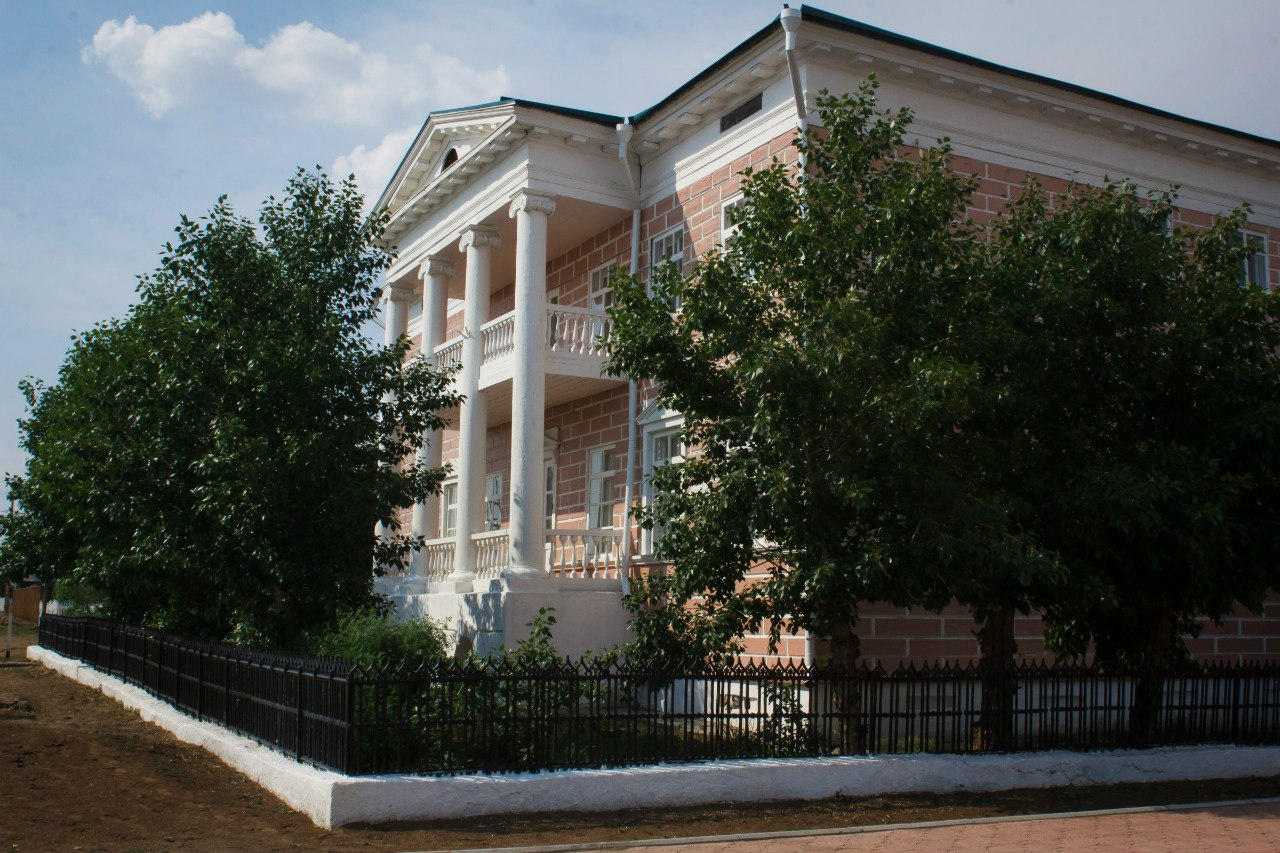
Музей декабристов Бестужевых

Памятники истории

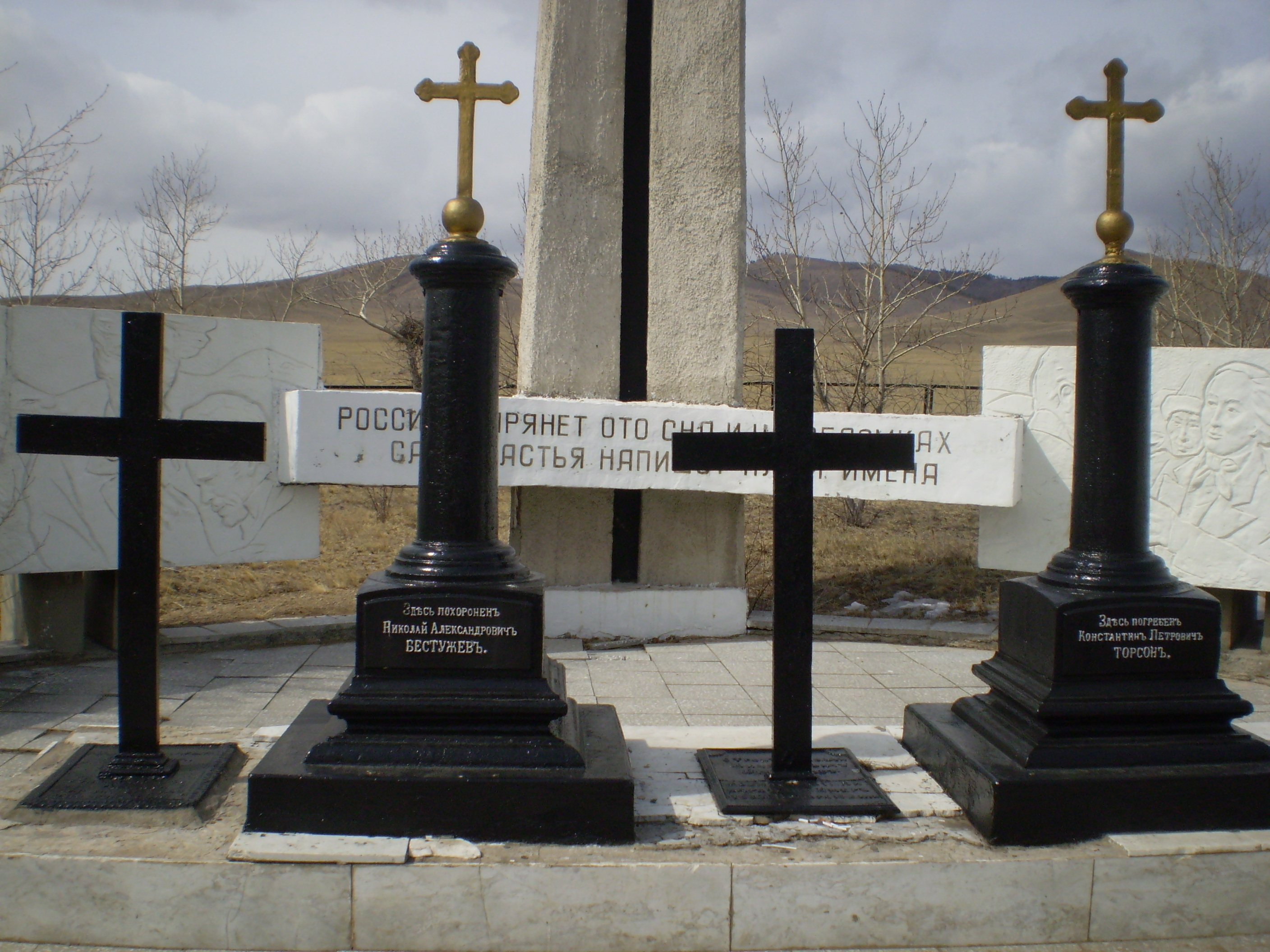
Могилы Н. А. Бестужева и К. П. Торсона.

- Могила народовольца Н. М. Забелло. Старое кладбище.
- Могила народовольца С. Б. Наддачина. Старое кладбище.
- Братская могила трёх красногвардейцев, расстрелянных белогвардейцами. Новоселенгинск.
- Могила В. В. Якобия — коменданта Селенгинской пограничной канцелярии. У часовни Святого Креста.
- Могила Н. А. Бестужева. Посадское кладбище, 5 км восточнее посёлка.
- Могила К. П. Торсона. Посадское кладбище, 5 км восточнее посёлка.

Памятники археологии
В окрестностях села более 10 памятников археологии: могильники (херексуры), стоянки хунну, Новоселенгинская писаница, плиточные могильники и др.

## Культура
4 февраля 1896 года в Селенгинске открылась общественная библиотека. В настоящее время Новоселенгинская сельская библиотека.
В 1975 году, к 150-летию со дня Восстания декабристов, в доме купца Дмитрия Дмитриевича Старцева был открыт Музей декабристов.

## Родились в Новоселенгинске
- Лушников, Алексей Михайлович — купец, общественный деятель;
- Старцев, Алексей Дмитриевич — купец, промышленник;
- Гомоюнов Константин Азарьевич — первый дальневосточный океанограф.